# Bernard Heyberger
Bernard Heyberger (* 1954 in Saint-Hippolyte, Elsass) ist ein französischer Historiker, insbesondere Religionshistoriker und historischer Anthropologe. Er ist auf die neuzeitliche Geschichte des Nahen Ostens und insbesondere der Orientalischen Christen spezialisiert. Heyberger lehrt als Professor an der École pratique des hautes études (EPHE) und der École des hautes études en sciences sociales (EHESS), von 2002 bis 2011 hatte er einen Lehrstuhl an der Universität Tours.

## Leben
Heyberger wurde in Saint-Hippolyte, auf Deutsch Sankt Pilt, einer Gemeinde im Département Haut-Rhin im Elsass (Nordostfrankreich), als Sohn einer Familie von Kleinbauern und Winzern geboren. Seine Eltern waren Antoine Heyberger und Jeanne Bogner, und er wuchs mit den Sprachen Elsässisch und Französisch auf. Er ist verheiratet mit Colette Thommeret und hat zwei Söhne.
Nach seinem Baccalauréat-Abschluss am Lycée von Ribeauvillé im Jahr 1972 studierte er Geschichte an der Universität Straßburg II, 1977 schloss er mit einer Maîtrise ab. Er erhielt 1979 das Sekundarschullehrer-Diplom CAPES (Certificat d’Aptitude au Professorat de l’Enseignement du Second Degré) in Geschichte und Geografie und bestand 1980 die Agrégation (Staatsprüfung für das höhere Lehramt) für Geschichte. Von 1979 bis 1989 unterrichtete er an verschiedenen weiterführenden Schulen. Parallel setzte er seine wissenschaftliche Laufbahn fort, erwarb 1985 an der Universität Nancy II ein Diplôme d’études approfondies (DEA) in neuerer Geschichte und 1989 eine Licence in Arabisch. Er verbrachte das Jahr 1989–90 in Damaskus (Syrien) und studierte Arabisch mit einem Stipendium des Institut français d’études arabes. Von 1990 bis 1993 war er Mitglied der École française de Rome. An der Universität Nancy schloss er 1993 seine von Louis Châtellier betreute Doktorarbeit mit dem Titel Les Chrétiens du Proche-Orient au temps de la Réforme catholique („Die Christen im Nahen Osten zur Zeit der katholischen Gegenreformation“) ab.
Anschließend lehrte er bis 2002 als Maître de conférences für neuere Geschichte an der Universität des Oberelsass in Mülhausen. Seine Lehrtätigkeit unterbrach er 1996 bis 1998, als er zur Forschung an das Centre national de la recherche scientifique in Straßburg abgeordnet wurde. Mit der Schrift Pour une « nouvelle histoire » des chrétiens d’Orient („Für eine ‚neue Geschichte‘ der Christen im Orient“) erwarb er 2000 die Habilitation à diriger des recherches (HDR). Im Jahr 2002 wurde er als Professor für neuere Geschichte an die Universität Tours berufen, wo er bis 2011 lehrte. Dort wirkte er als stellvertretender Direktor am Aufbau der gemeinsamen Forschungseinheit (UMR) „CITERES“ (Cités, Territoires, Environnement et Societés) mit und leitete von 2004 bis 2007 die Forschungsgruppe Arabische Welt und Mittelmeerraum (EMAM).
Zusätzlich wurde er 2004 als directeur d’études in die religionswissenschaftliche (V.) Sektion der École pratique des hautes études (EPHE) berufen, wo er den Lehrstuhl für Geschichte der Christen im Orient (16. bis 19. Jahrhundert) innehat. Von 2005 bis 2010 war er Seniormitglied des Institut universitaire de France. 2010 übernahm er die Leitung des Instituts für Studien des Islam und der Gesellschaften der muslimischen Welt (IISMM) an der École des hautes études en sciences sociales (EHESS), im Folgejahr wurde er dort als directeur d’études auf den Lehrstuhl für Historische Anthropologie der Christen im Islam berufen. Seither lehrt er parallel an der EPHE und der EHESS.
Heyberger ist spezialisiert auf die Geschichte des Christentums im Nahen Osten vom 16. Jahrhundert bis zur Gegenwart, den modernen Katholizismus und katholische Missionen, sowie die arabischen Provinzen des späten Osmanischen Reiches, insbesondere Syrien.

## Schriften (Auswahl)
- Les chrétiens du Proche-Orient au temps de la réforme catholique. (Syrie, Liban, Palestine, XVIIe–XVIIIe siècles). Paris 1994, ISBN 2-7283-0309-6.
- Hindiyya mystique et criminelle (1720–1798). Paris 2001, ISBN 2-7007-2322-8.
- Les chrétiens au Proche-Orient. De la compassion à la compréhension. Paris 2013, ISBN 2-228-90883-5.
- als Herausgeber mit Jakob Vogel und Valérie Assan: Minorités en Méditerranée au XIXe siècle. Identités, identifications, circulation. Rennes 2019, ISBN 2-7535-7592-4.